# Marche manquante
 (juin 2017).
 (juin 2017).
Marche manquante (en anglais : missing stair) est un terme utilisé pour décrire un prédateur sexuel reconnu comme indigne de confiance par beaucoup de gens, mais qu'ils vont simplement éviter en prévenant discrètement autour d'eux, plutôt que de l'exclure. L'analogie est celle d'une faute structurelle dans une maison, comme une marche manquante. Les habitants de la maison sont tous au courant du risque et y sont tellement habitués qu'ils mettent simplement les nouveaux arrivants en garde plutôt que de régler le problème.

## Origines
L'expression a été utilisée pour la première fois par le blogueur Cliff Pervocracy en 2012 dans un article sur The Pervocracy, un blog sur le BDSM et kink Décrivant un homme connu en tant que violeur dans son cercle social, Pervocracy a écrit. :

« Les gens s'étaient tellement habitués à contourner ce mec, à s'accommoder à ses « exigences particulières », qu'ils n'avaient pas l'impression qu'il y avait un problème urgent dans leur communauté. Ils ont finalement fini par l'expulser, mais seulement après des mois de connaissance partagée qu'il était un violeur. […] Je pense que certains membres de la communauté le protégeaient intentionnellement, mais il y en avait d'autres qui le protégeaient de facto en le traitant comme la marche manquante dans l'escalier. Comme un obstacle que vous avez tellement l'habitude de contourner, vous ne vous posez même plus la question de savoir s'il faudrait la réparer. Finalement, tout le monde trouve naturel de simplement contourner ce mec, et s'il blesse quelqu'un, c'est la faute de celui qui ne l'a pas contourné correctement. »

L'intention de Pervocracy était d'appliquer le terme non seulement au comportement de prédateur sexuel mais d'y inclure, par exemple, les collègues intentionnellement moins performants qui laissent les autres prendre la relève. Néanmoins, depuis sa création, il a été utilisé principalement par les féministes dans des contextes de harcèlement sexuel et/ou de viol.

## Signification
L'analogie de la marche manquante de l'escalier a été décrite comme puissante, parce qu'elle met en exergue que le problème vient bien de la marche manquante (du prédateur) et que la solution est la réparation de l'escalier (l'arrêt du comportement de prédateur). Un article du site Comics Alliance sur l'industrie du harcèlement sexuel a posé la question : « Lequel de ces énoncés semble plus logique : “Ces gens ont besoin de trouver plus de moyens pour empêcher les autres de leur nuire.” OU : “Ces gens devraient arrêter de nuire aux autres.” Si vous vous surprenez à dire le premier plutôt que le second, prenez un moment pour vous demander pourquoi. »
Dans un article de 2014 sur le blog anti-viol Yes Means Yes, lawyer Thomas MacAulay Millar écrit que l'analogie de la marche manquante était cohérente avec sa compréhension des comportements et des motivations des violeurs, basée sur les recherches en psychologie clinique de David Lisak et Paul M. Miller, et de Stephanie K. McWhorter, une chercheuse du U.S. Naval Health Research Center. Millar écrit que bien qu'une petite partie des violeurs puisse être composée de one-timers ayant fait une erreur ou n'ayant pas entièrement saisi le concept de consentement, la majorité récidive, avec une moyenne de 6 viols pour chaque. « Nous devons repérer les violeurs, » écrit Millar, « et nous devons mettre fin aux structures sociales qui leur permettent de sévir. Ce n'est pas par hasard qu'ils se retrouvent seuls dans une pièce avec femme trop ivre ou droguée pour consentir ou résister ; ils prévoient d'en arriver là, et c'est là qu'ils arrivent. »

## Utilisation
L'analogie a été récupérée et utilisée dans des communautés liées au paganisme, aux comics, aux cultures punk et geek et dans Tavi Gevinson's Rookie, un magazine pour adolescentes. Il a été utilisé par des plusieurs chroniqueurs, y compris Captain Awkward et Sam W. de Scarleteen.
Le site de culture Geek The Mary Sue a référencé le concept en 2013, dans un article célébrant la décision de l'auteur de science fiction John Scalzi qu'il ne fréquenterait plus les conventions de science fiction qui n'affichaient pas une politique claire et évidente contre le harcèlement sexuel. En 2014, Feministe a cité l'éditeur de science fiction Michi Trota décrivant James Frenkel, qui a été banni définitivement du WisCon après des plaintes pour harcèlement, comme « quelqu'un qui a été une marche manquante typique pendant des dizaines d'années. » En 2014 le blog anti-viol Yes Means Yes a comparé l'ancien présentateur radio et musicien pop tombé en disgrâce Jian Ghomeshi à une marche manquante et a exhorté la communauté BDSM à se distancier de lui. En 2015, le concept de la marche manquante a été évoqué par le Guardian dans son reportage sur la démission de l'astronome américain Geoffrey Marcy de son poste de professeur à UC Berkeley, faisant suite à la découverte qu'entre 2001 et 2010, il avait à plusieurs reprises violé la politique anti-harcèlement sexuel de l'université. En 2015, après que l'actrice de films pornographiques Stoya ait accusé son collègue et ancien petit ami James Deen de viol, suscitant des allégations similaires chez une douzaine d'autres femmes, le site féministe We Hunted The Mammoth écrit que James Deen semble être un « exemple parfait » d'une marche manquante.
Sur NPR, dans une critique du roman de science fiction/fantasy The Just City de Jo Walton, sorti en 2015, la critique Amal El-Mohtar a émis l'hypothèse que Walton avait délibérément inclus des marches manquantes dans son livre, dans un effort pour refléter les discours actuels autour du sujet.